# Réserve naturelle de Choulgan-Tach
La réserve naturelle de Choulgan-Tach (en russe : заповедник Шульган-Таш, de Choulgan qui veut dire « disparue » et Tach qui veut dire « pierre » en bachkir) est une réserve naturelle de Russie située en Bachkirie dans le piémont occidental de l'Oural méridional. Elle se trouve dans le territoire du raïon de Bourzian et s'étend sur 225 km2. Elle fait partie avec l'Altyn-Solok de l'« Oural de Bachkirie » soumis par la Russie sur la liste indicative du patrimoine mondial.

## Historique
La réserve naturelle a été instituée en 1958 comme filiale de la réserve naturelle de Bachkirie, dont elle est devenue indépendante le 16 janvier 1986. L'un des buts de sa fondation est la protection d'abeilles endémiques de Russie centrale, dites ici « abeilles de Bourzian », et de leur habitat naturel. Une autre réserve, celle d'Altyn-Solok, a été fondée en 1997 pour élargir l'habitat de ces abeilles et d'exploiter leur miel.

## Climat
La température moyenne annuelle de janvier est de -16 °C et celle de juin et de juillet de +16 °C. Le climat est donc continental tempéré avec des précipitations annuelles variant de 270 à 750 mm.

## Faune et flore
La réserve compte 847 espèces de plantes vasculaires, dont 118 qui sont soit rares, soit menacées, soit des reliques, ou soit endémiques. De plus, il y a 232 espèces de bryophytes, 267 taxons d'algues et de cyanobactéries, 261 espèces de lichens ainsi que 487 espèces taxons de champignons. Concernant la faune, la réserve compte 209 espèces d'oiseaux, 61 espèces de mammifères, 29 espèces de poissons, 6 espèces de reptiles, 5 espèces d'amphibiens et 1 938 espèces d'invertébrés. Il y a 27 espèces d'animaux présents en Bachkirie qui sont répertoriés dans le Livre rouge de Russie et 60 espèces dans livre rouge de la Bachkirie.
L'abeille de Bourzian est emblématique de la réserve qui a été fondée pour sa protection. On répertorie également trente espèces de poissons, cinq espèces d'amphibiens, six espèces de reptiles, deux cent-six espèces d'oiseaux et soixante-et-une espèces de mammifères. Les espèces d'invertébrés sont au nombre d'environ mille sept-cents, dont trois cent-soixante-dix-huit espèces de papillons. Trente-et-une espèces rares sont inscrites à la liste du livre rouge de Russie des espèces menacées et soixante-sept dans celui de Bachkirie.
On trouve ici les espèces de la zone forestière de Russie centrale, avec notamment un nombre inhabituellement important d'ours bruns. Le vison d'Europe, en revanche, est chassé par la présence du vison d'Amérique. Le réchauffement climatique dû à la construction du réservoir d'eau de Youmagouz sur la Bélaïa a tendance à faire diminuer la population locale des taïmens, des truites de montagne et des ombres.
On recensait en 2009 huit cent-seize espèces de plantes racinaires, cent-quatre-vingt-quatre espèces de mousses, deux cent-trente-trois espèces de lichens et cent-dix-sept espèces de champignons. Quatorze espèces sont inscrites au livre rouge de Russie des espèces menacées et cinquante-sept à celui de Bachkirie. Dix pour cent environ de la flore sont représentés par des espèces endémiques dont beaucoup se trouvent dans la steppe de montagne.

## Tourisme
La fameuse grotte de Kapova, ou Choulgan-Tach, se trouve dans la réserve. C'est une caverne de 2,9 km de longueur au total avec trois grands espaces intérieurs. La rivière du Choulgan souterrain qui l'a formée y coule toujours.
C'est en 1959 qu'un zoologue de la réserve, A.V. Rioumine, découvre dans le Choulgan-Tach des fresques rupestres du Paléolithique, d'il y a 14 500 ans. Les dessins sont faits surtout d'ocre et de pigments issus de graisses animales. Ils représentent des mammouths, des chevaux, des signes difficilement identifiables et des figures anthropomorphiques.

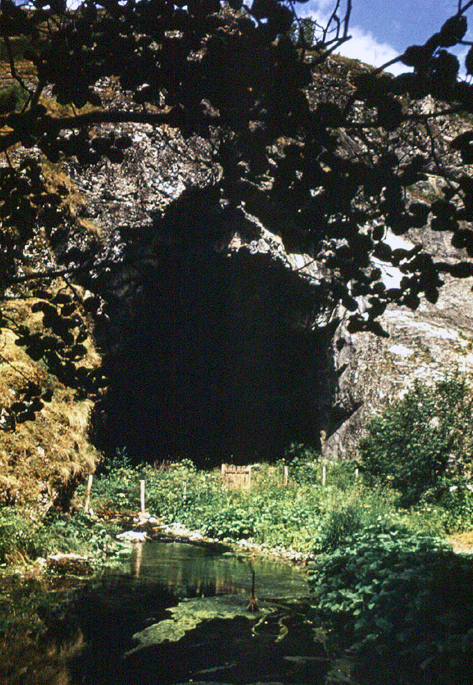
Entrée de la grotte Choulgan-Tach
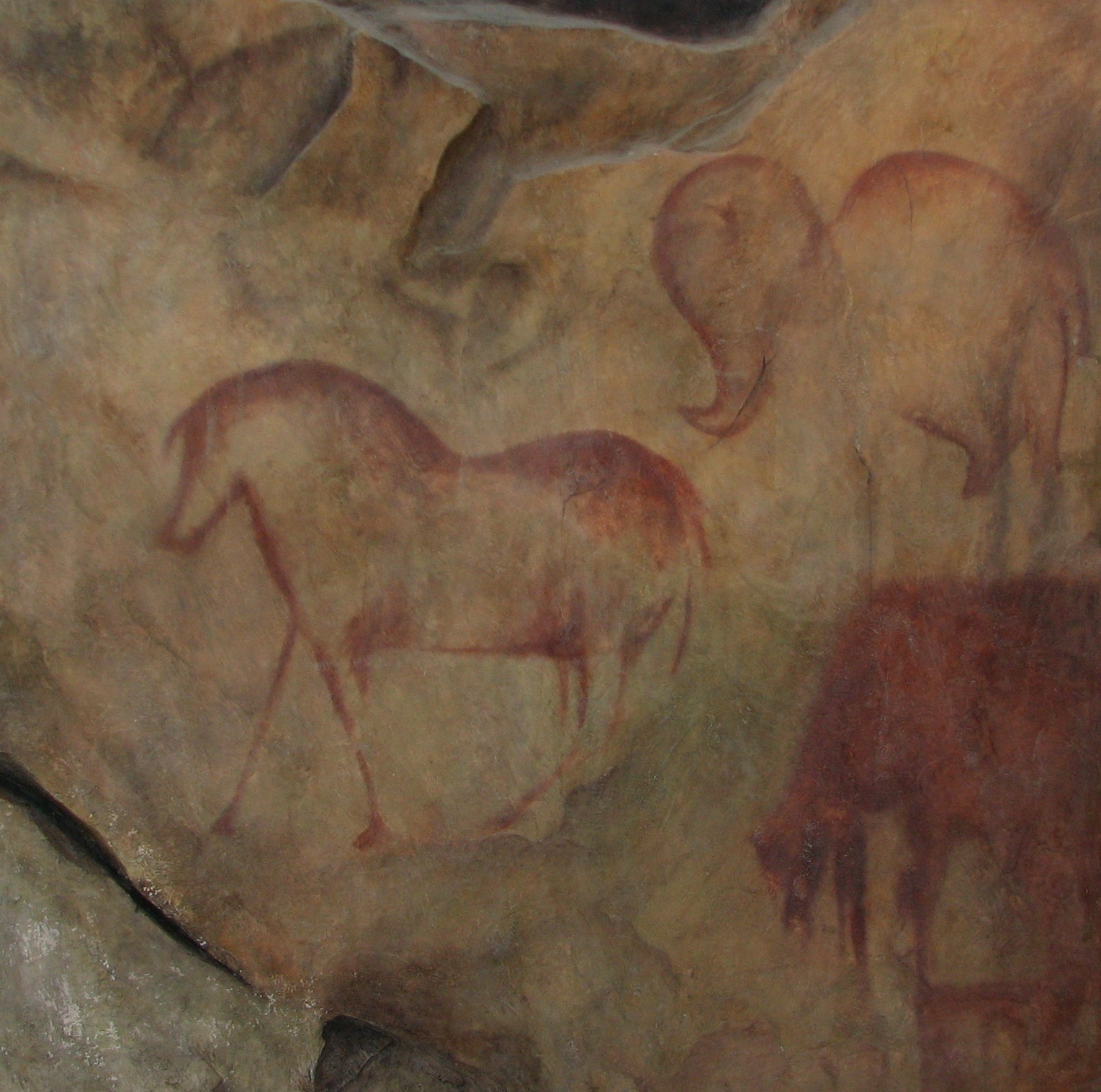
Réplique des fresques de la grotte